# Гая (Нигер)
Гая́ (фр. Gaya) — город в регионе Досо, Нигер. Является административным центром департамента Гая.

## География
Город находится в самой южной точке страны, на границе с Нигерией и Бенином. Гая лежит на левом берегу реки Нигер, в 235 км к юго-востоку от столицы страны, города Ниамей и в 135 км к юго-востоку от города Досо. Средний годовой уровень осадков составляет около 800 мм; таким образом, Гая является самым дождливым местом Нигера. Средняя годовая температура в городе составляет 29 °C.
| Показатель                                                      | Янв. | Фев. | Март | Апр. | Май  | Июнь  | Июль  | Авг.  | Сен.  | Окт. | Нояб. | Дек. | Год   |
| --------------------------------------------------------------- | ---- | ---- | ---- | ---- | ---- | ----- | ----- | ----- | ----- | ---- | ----- | ---- | ----- |
| Средний суточный максимум, °C                                   | 33,1 | 36,3 | 39,1 | 40,3 | 38,0 | 34,9  | 31,9  | 31,1  | 32,3  | 35,7 | 36,0  | 33,4 | 35,2  |
| Средняя температура, °C                                         | 25,9 | 29,0 | 32,1 | 33,7 | 32,1 | 29,6  | 27,4  | 26,7  | 27,4  | 29,2 | 28,3  | 26,1 | 29,0  |
| Средний суточный минимум, °C                                    | 18,6 | 21,6 | 25,1 | 27,1 | 26,3 | 24,3  | 22,8  | 22,4  | 22,4  | 22,8 | 20,5  | 18,7 | 22,7  |
| Норма осадков, мм                                               | 0,0  | 1,4  | 2,6  | 16,2 | 70,7 | 125,0 | 177,6 | 225,6 | 160,1 | 17,1 | 0,1   | 0,1  | 796,5 |
| Источник: http://www.climate-charts.com/Locations/n/NG61099.php |      |      |      |      |      |       |       |       |       |      |       |      |       |

## Население
По данным на 2012 год численность населения Гаи насчитывает 50 039 человек. Для сравнения, по переписи 2001 года в городе проживало 27 856 человек.